# Torneio da Dinamarca
Torneio da Dinamarca, ou Torneio do Centenário da DBU (em inglês: DBU Centenary Tournament) foi um torneio amistoso inter-seleções de futebol disputado em 1989, em comemoração aos 100 anos da Federação Dinamarquesa de Futebol (DBU).

## Jogos

### Dinamarca x Suécia
| 14 de junho de 1989 | Dinamarca                                                                   | 6 – 0 | Suécia | Idrætsparken Stadion, Copenhague |
|                     | Povlsen 30' · Elstrup 42' 73' · Andersen 63' · Bartram 69' · M. Laudrup 79' |       |        | Público: 15,200                  |

|  | Dinamarca | Suécia |

### Suécia x Brasil
| 16 de junho de 1989 | Suécia                   | 2 – 1 | Brasil               | Idrætsparken Stadion, Copenhague              |
|                     | Rehn 26' · Ljung 49' (P) |       | Cristóvão Borges 79' | Público: 6,700 Árbitro: Henning Lund-Sørensen |

|  | Suécia | Brasil |

| Suécia         |   |                 |  |                 |
|                |   |                 |  |                 |
| G              | ' | Thomas Ravelli  |  |                 |
| LD             | ' | Dennis Schiller |  |                 |
| Z              | ' | Roland Nilsson  |  |                 |
| Z              | ' | Peter Lönn      |  |                 |
| LE             | ' | Roger Ljung     |  |                 |
| V              | ' | Klas Ingesson   |  |                 |
| V              | ' | Stefan Rehn     |  |                 |
| M              | ' | Anders Limpár   |  |                 |
| M              | ' | Joakim Nilsson  |  |                 |
| A              | ' | Jan Hellström   |  |                 |
| A              | ' | Mats Magnusson  |  |                 |
| Substituições: |   |                 |  |                 |
|                | ' | Niclas Nylén    |  | Entrou em campo |
|                | ' | Mats Gren       |  | Entrou em campo |
| Treinador:     |   |                 |  |                 |
| Olle Nordin    |   |                 |  |                 |

| Brasil             |    |                  |                               |                 |
|                    |    |                  |                               |                 |
| G                  | 1  | Acácio           |                               |                 |
| LD                 | 2  | Paulo Roberto    |                               |                 |
| Z                  | 3  | André Cruz       |                               |                 |
| Z                  | 4  | Ricardo Gomes    |                               |                 |
| LE                 | 5  | Branco           |                               |                 |
| V                  | 6  | Bernardo         |                               |                 |
| V                  | '  | Silas            |                               |                 |
| M                  | 07 | Edu Manga        |                               |                 |
| M                  | 8  | Valdo            |                               |                 |
| A                  | 11 | Careca           |                               |                 |
| A                  | 9  | Charles          |                               |                 |
| Substituições:     |    |                  |                               |                 |
|                    | '  | Cristovao Borges |                               | Entrou em campo |
|                    | '  | Gerson           |                               | Entrou em campo |
|                    | '  | Geovani          | Penalizado com cartão amarelo | Entrou em campo |
|                    | '  | Bismarck         |                               | Entrou em campo |
| Treinador:         |    |                  |                               |                 |
| Sebastião Lazaroni |    |                  |                               |                 |

### Dinamarca x Brasil
| 18 de junho de 1989 | Dinamarca                                                       | 4 – 0         | Brasil | Idrætsparken Stadion, Copenhague           |
|                     | Morten Olsen 30' (P) · Michael Laudrup 54' 62' · Lars Olsen 67' | Ficha Técnica |        | Público: 38,900 Árbitro: Erik Frederiksson |

|  | Dinamarca | Brasil |

| Dinamarca      |    |                  |  |                 |
|                |    |                  |  |                 |
| G              | '  | Troels Rasmussen |  |                 |
| LD             | '  | John Larsen      |  |                 |
| Z              | '  | Lars Olsen       |  |                 |
| Z              | '  | Ivan Nielsen     |  |                 |
| LE             | '  | Henrik Risom     |  |                 |
| V              | '  | Morten Olsen     |  |                 |
| V              | '  | John Helt        |  |                 |
| M              | 10 | Michael Laudrup  |  |                 |
| M              | '  | Jan Heintze      |  |                 |
| A              | '  | Lars Elstrup     |  |                 |
| A              | 9  | Brian Laudrup    |  |                 |
| Substituições: |    |                  |  |                 |
| LD             | '  | Henrik Larsen    |  | Entrou em campo |
| LE             | '  | Jan Bartram      |  | Entrou em campo |
| V              | '  | John Faxe Jensen |  | Entrou em campo |
| M              | '  | Fleeming Povlsen |  | Entrou em campo |
| Treinador:     |    |                  |  |                 |
| Sepp Piontek   |    |                  |  |                 |

| Brasil             |    |                  |                               |                 |
|                    |    |                  |                               |                 |
| G                  | 1  | Acácio           |                               |                 |
| LD                 | 2  | Paulo Roberto    |                               |                 |
| Z                  | 3  | André Cruz       |                               |                 |
| Z                  | 4  | Ricardo Gomes    |                               |                 |
| LE                 | 5  | Branco           |                               |                 |
| V                  | 6  | Bernardo         |                               |                 |
| V                  | 10 | Cristóvão Borges |                               |                 |
| M                  | 07 | Valdo            |                               | Substituído     |
| M                  | 8  | Geovani          |                               |                 |
| A                  | 11 | Bismarck         |                               |                 |
| A                  | 9  | Gérson           |                               |                 |
| Substituições:     |    |                  |                               |                 |
| LD                 | 13 | Mazinho          |                               | Entrou em campo |
| LE                 | 14 | Silas            |                               | Entrou em campo |
| V                  | 15 | Edu Manga        | Penalizado com cartão amarelo | Entrou em campo |
| M                  | 16 | Charles          |                               | Entrou em campo |
| A                  | 17 | Careca           |                               | Entrou em campo |
| Treinador:         |    |                  |                               |                 |
| Sebastião Lazaroni |    |                  |                               |                 |

## Classificação Final
| Time | Time      | J | V | E | D | GP | GC | Saldo | Pts |
| ---- | --------- | - | - | - | - | -- | -- | ----- | --- |
| 1    | Dinamarca | 2 | 2 | 0 | 0 | 10 | 0  | 4     | 4   |
| 2    | Suécia    | 2 | 1 | 0 | 1 | 2  | -7 | 2     | 2   |
| 3    | Brasil    | 2 | 0 | 0 | 2 | 1  | -6 | 0     | 0   |